# Ґрант Гарт
Ґрант Вернон Гарт (англ. Grant Vernon Hart; 18 березня 1961, Саут-Сент-Пол, Міннесота, США — 13 вересня 2017, Міннеаполіс, Міннесота, США) — американський музикант, найбільш відомий як барабанщик і співпісняр для панк-рок-гурту Hüsker Dü. Після розпаду групи в 1988 році він випустив свій перший сольний альбом Intolerance, перш ніж сформувати альтернативне рок-тріо Nova Mob, де він перейшов до вокалу та гітари. Його сольна кар'єра стала його головною метою після розпуску Nova Mob у 1997 році.
Як співпісняр Hüsker Dü, пісні Гарта (такі як «The Girl Who Lives on Heaven Hill» і «Turn on the News») отримали схвальні відгуки критиків і сучасників. Його вокальний стиль, на відміну від стилю співтовариша по групі Hüsker Dü Боба Моулда, мав більш розмірену та мелодійну подачу. Його вибір ліричних тем, які коливалися від підліткового відчуження в «Standing by the Sea» та зображення вбивства в «Diane», до грайливої оповіді в «Books About UFOs», допоміг розширити тематику гардкор-панку.
Гарт помер 13 вересня 2017 року від ускладнень раку печінки та гепатиту C.

## Життєпис

### Молодість
Ґрант Гарт народився в Саут-Сент-Полі, штат Міннесота, як молодша дитина працівника кредитної спілки та вчительки. Гарт описав свою сім'ю як "типову американську неблагополучну сім'ю [...] Не дуже аб'юзивну, однак. Насправді нема на що скаржитися". Коли Гарту було 10, його старшого брата збив п'яний водій. Гарт успадкував барабанну установку та записи свого брата; Незабаром він почав грати в ряді імпровізованих груп, будучи підлітком.
Гарт познайомився з Бобом Молдом під час роботи в магазині звукозаписів під назвою Cheapo Records у Сент-Полі, штат Міннесота. Молд, який тоді був першокурсником коледжу, купував марихуану в Гарта. Спочатку Гарт назвав Молда «жителем верхньої частини штату, який прикидається жителем Мангеттена», але незабаром вони стали друзями.

### Hüsker Dü
Гарт створив Hüsker Dü у 1979 році з Бобом Молдом і його другом Ґреґом Нортоном. Ранні матеріали гурту пов’язували їх із гардкорним рухом початку 1980-х. Учасники гурту отримували допомогу від батьків у дитинстві. У випадку Гарта його мати дозволила йому використовувати копіювальний апарат у кредитній спілці, де вона працювала, щоб зробити рекламні листівки, а гурт додав 2000 доларів до наявної позики в кредитній спілці, щоб випустити перший сингл гурту «Statues» на своєму власний лейбл Reflex Records у 1981 році. Успіх гурту був невеликим; до 1982 року Гарт був безробітним і покладався на підтримку друзів і родини.

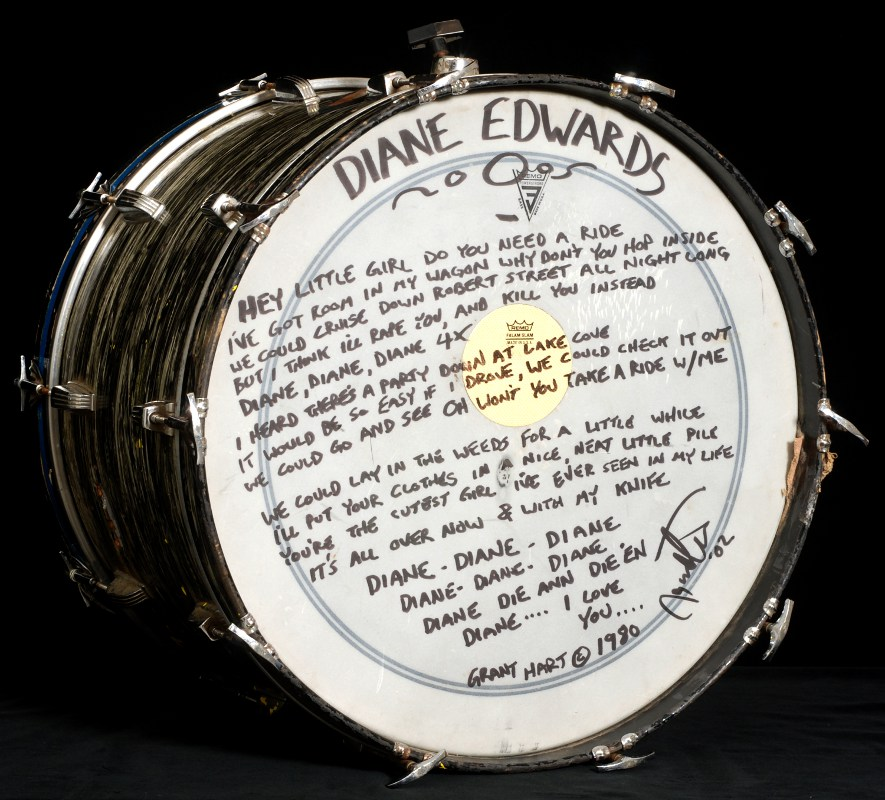
Бас-барабан, який використовував Ґрант Гарт. Голова, виготовлена наприкінці 1950-х років, має рукописний текст пісні «Diane» з альбому Metal Circus 1983 року.

Музика Hüsker Dü з часом ставала все більш довершеною та мелодійною. Наприкінці 1982 року гра на барабанах Гарта «поштовхувала музику точніше, ніж будь-коли», і він і Моулд, які обмінялися вокалом, співали більш мелодійно. Хоча Молд був основним піснярем гурту, Гарт почав писати більше пісень. Гарт написав дві пісні для мініальбому Metal Circus 1983 року: «збочену підспівуючу» «Diane» та «пристрасну спід-поп перлину» «It's Not Funny Anymore». Більш мелодійний погляд на хардкор від Hüsker Dü вразив студентів коледжу, а різні треки з Metal Circus, зокрема "Diane" Гарта, були включені в ротацію десятками студентських радіостанцій у США. Спостерігачі назвали Гарта «хіпі» гурту через його довге волосся та його схильність барабанити босоніж; біограф Майкл Езеррад також зазначив, що «щирість широко розкритих очей у його піснях була набагато більше Сан-Франциско 1967 року, ніж Нью-Йорк 1977 року», що контрастувало з «пронизливо гіркими» піснями Моулда.
Коли Гарт і Молд розвивалися як музиканти та піснярі, між ними виникла невисловлена напруга та конкуренція. Напруга посилилася, коли Молд зажадав, починаючи з Zen Arcade 1984 року, щоб записи гурту містили авторів окремих пісень. Попри творчу напругу, Hüsker Dü отримав визнання критиків з випуском Zen Arcade і наступних альбомів. Майкл Езеррад заявив, що до альбому Flip Your Wig 1985 року «два автори пісень намагалися перевершити один одного, і досягли вражаючих результатів». Hüsker Dü залишив жанр хардкор позаду, що викликало певний дискомфорт у їхньому лейблі SST Records у той час. В одному інтерв’ю Гарт натякнув, що SST вважав Hüsker Dü «м’якими», тому що вони залишалися в мотелях під час гастролей і іноді писали веселі пісні. Гарт уточнив: «Нам не потрібно переконувати світ, що ми страждаємо, щоб переконати їх, що ми художники... Немає нічого поганого в тому, щоб бути щасливими». Гарт створив дизайн більшості обкладинок альбомів Hüsker Dü, а також обкладинку для Hootenanny The Replacements.
У 1986 році Hüsker Dü став одним із перших ключових гуртів американської інді-сцени, який підписав контракт із великим лейблом, уклавши угоду з Warner Bros. Records. Однак напруга в групі посилилася після підписання угоди. Гарт пристрастився до героїну після туру гурту за дебютним альбомом Candy Apple Gray на головному лейблі в 1986 році; у середині того ж року його також (неправильно) діагностували як ВІЛ-позитивного. Молд і Гарт відкрито сварилися з приводу вживання Гартом наркотиків і творчих конфліктів, причому Харт звинувачував Молда в тому, що він гарантував, що він не може мати понад 45 відсотків пісень на кожному з альбомів групи.
Гурт розпався після концерту в Колумбії, штат Міссурі, у 1987 році. Гарт намагався кинути героїн за допомогою метадону, але пляшка витекла. Гарт зіграв це шоу, але Молд і Нортон були стурбовані тим, що Гарт незабаром страждатиме від абстиненції й, отже, не зможе зіграти наступні кілька шоу. Поки Гарт наполягав, що він може виступити, Молд уже скасував дати. Через чотири дні Гарт залишив гурт. Гарт сказав, що його вживання наркотиків не було причиною розпаду групи; скоріше це була напруга між учасниками гурту. Гарт сказав: «Стало легше бути поруч з Бобом, якщо ти брав участь у грі Боба», а також сказав, що відчуває, що пісні Моулда стають все більш «квадратними».
Хоча під час його роботи в Hüsker Dü часто ходили чутки, що він і його колега по гурту Молд були у стосунках (Гарт був відкритим бісексуалом, Молд — відкритим геєм, і обидва визнають, що брали партнерів у турне), обидва категорично заперечували, що колись мали романтичні стосунки.

### Смерть
Гарт помер 13 вересня 2017 року о 21:02 у лікарні Університету Ферв’ю штату Міннесота від ускладнень раку печінки та гепатиту C. Йому було 56 років. У нього залишилися дружина Бриджид Макґоу Гарт і син Карл Турбенсон.